# Heidemarie Wenzel
Heidemarie Wenzel (* 7. Juli 1945 in Berlin) ist eine deutsche Schauspielerin.

## Leben
Ihre Eltern waren die Kaufmannsgehilfin Irmgard Wenzel und der Reichsbahnoberinspektor Fritz Schiller. Heidemarie Wenzel spielte schon in ihrer Jugend im Kindertheater und im Bewegungschor der Deutschen Staatsoper. Von 1963 bis 1966 studierte sie an der Hochschule für Schauspielkunst „Ernst Busch“ Berlin. Nach dem Studium bekam sie erste Engagements in Rostock und Greifswald. Sehr bald begann sie als freischaffende Darstellerin beim Film und im Fernsehen zu arbeiten.
Ihre erste größere Rolle spielte sie als Fanny in der Verfilmung von Johannes R. Bechers Roman Abschied. Der Film von Egon Günther wurde von offizieller Seite in der DDR aufgrund der ungewöhnlichen Erzählweise stark kritisiert. Ihren Durchbruch hatte Wenzel in der Rolle der selbstbewussten Lehrerin Susanne in Zeit der Störche (1971). In Die Taube auf dem Dach (1973) konnte sie ihr schauspielerisches Talent erstmals richtig ausspielen, jedoch wurde der Film noch vor seiner Premiere verboten. Im selben Jahr spielte sie die schöne, aber untreue Ehefrau von Winfried Glatzeder in dem Erfolgsfilm Die Legende von Paul und Paula. Die hübsche, große, schlanke und blonde Schauspielerin, die sowohl offen und intelligent wie auch introvertiert wirken konnte, wurde oft für zeitgenössische Rollen besetzt. Sie spielte bis Mitte der 1970er-Jahre noch mehrere Hauptrollen, bekam anschließend jedoch immer weniger gute Angebote, da sie als politisch unzuverlässig galt. Im Jahr 1986 stellte sie einen Ausreiseantrag und wurde daraufhin nicht mehr besetzt. Deshalb musste sie in dieser Zeit als Bürohilfskraft bei der Kirche arbeiten. Im Januar 1988 solidarisierte sie sich mit verhafteten Bürgerrechtlern und wurde dann im Februar ausgebürgert. Daraufhin wohnte sie bis zum Jahr 1998 in München.
Nach der Wiedervereinigung wurde sie ab Januar 1991 zum gesamtdeutschen Star durch ihre Rolle der Sylvia Hagenbeck in der Serie Unsere Hagenbecks. Als die von ihr gespielte Figur dann bei einem Unfall starb, kam es zu zahlreichen Zuschauerprotesten. In den 1990er-Jahren trat Wenzel auch wieder häufiger im Theater auf. Von 2000 bis 2013 stand sie in 27 Folgen für die ARD-Krankenhausserie In aller Freundschaft in der wiederkehrenden Nebenrolle der Eva Globisch vor der Kamera.
Wenzel wohnt seit 1998 erneut in Berlin. Sie hat einen Sohn und eine Tochter. In erster Ehe war Wenzel verheiratet mit dem Regisseur Kurt Veth, weshalb sie sich zeitweise Heidemarie Wenzel-Veth nannte. In zweiter Ehe war sie von 1977 bis zu seinem Tod mit dem Regisseur und Autor Helmut Nitzschke verheiratet.

## Filmografie (Auswahl)
- 1966/1971: Der verlorene Engel
- 1968: Abschied
- 1968: Die Toten bleiben jung
- 1968: Der Staatsanwalt hat das Wort: Aus der Arbeit einer Schiedskommission (Fernsehreihe)
- 1968: Der Kristallspiegel (Fernsehfilm)
- 1969: Die Dame aus Genua (Fernsehfilm)
- 1970: Aus unserer Zeit
- 1970: Unterwegs zu Lenin
- 1970: Junge Frau von 1914
- 1970: Netzwerk
- 1970: Zwei Briefe an Pospischiel (Fernsehfilm)
- 1971: Anlauf (Fernsehfilm)
- 1971: KLK an PTX – Die Rote Kapelle
- 1971: Remetekan (Fernsehfilm)
- 1971: Die Verschworenen (Miniserie, 5 Folgen)
- 1971: Zeit der Störche
- 1972: Kalkutta, 4. Mai (Fernsehfilm)
- 1973: Die Legende von Paul und Paula
- 1973/1990: Die Taube auf dem Dach
- 1974: Rückkehr als Toter (Fernsehfilm)
- 1974: Wolz – Leben und Verklärung eines deutschen Anarchisten
- 1974: Polizeiruf 110: Die verschwundenen Lords (Fernsehreihe)
- 1974: Die erste Nacht (Fernsehfilm)
- 1974: Die Unsterblichen
- 1975: Ikarus
- 1976: Jede Woche Hochzeitstag (Fernsehfilm)
- 1976: Liebesfallen
- 1976: Das Licht auf dem Galgen (Fernsehfilm)
- 1976: Sein letzter Fall (Fernsehfilm)
- 1976: Die Insel der Silberreiher (Fernsehfilm)
- 1977: Die zertanzten Schuhe (Fernsehfilm)
- 1977: Goldene Zeiten – Feine Leute (Fernsehserie, 2 Folgen)
- 1978: Brandstellen
- 1978: Polizeiruf 110: Doppeltes Spiel
- 1980: Archiv des Todes (TV-Miniserie, 5 Folgen)
- 1980: Der Staatsanwalt hat das Wort: Nach der Scheidung (Fernsehreihe)
- 1980: Die Fischers und ihre Frauen (Fernsehserie, 1 Folge)
- 1980: Polizeiruf 110: Der Einzelgänger
- 1983: Insel der Schwäne
- 1983: Meine fünf Frauen (Fernsehfilm)
- 1984: Front ohne Gnade (TV-Miniserie, 1 Folge)
- 1984: Der Mann mit dem Ring im Ohr
- 1984: Familie Neumann (Fernsehserie, 2 Folgen)
- 1984: Polizeiruf 110: Inklusive Risiko
- 1985: Franziska (Fernsehfilm)
- 1986: Der Bärenhäuter
- 1986: Rund um die Uhr (TV-Miniserie, 4 Folgen)
- 1986: Aus dem bürgerlichen Heldenleben: Der Snob  (Fernsehfilm)
- 1987: Bebel und Bismarck (TV-Dreiteiler)
- 1990: Tatort: Medizinmänner (Fernsehreihe)
- 1990: Polizeiruf 110/Tatort: Unter Brüdern
- 1991–1992: Unsere Hagenbecks (Fernsehserie, 13 Folgen)
- 1993: Derrick (Fernsehserie, 1 Folge)
- 1993: Der Alte (Fernsehserie, 1 Folge)
- 1995–1999: Der Landarzt (Fernsehserie, 7 Folgen)
- 1996: Polizeiruf 110: Die Gazelle
- 2000–2013: In aller Freundschaft (Fernsehserie, 27 Folgen)
- 2002: Ich lass mich scheiden (Fernsehserie, 1 Folge)
- 2007: Tierärztin Dr. Mertens (Fernsehserie, 1 Folge)

## Hörspiele
- 1971: Heinrich Mann: Die Vollendung des Königs Henri Quatre – Regie: Fritz Göhler (Hörspiel – Rundfunk der DDR)